# Xenartres
Els xenartres (Xenarthra) són un superordre pertanyent als mamífers placentaris, actualment existents únicament al continent americà. L'origen de l'ordre es remunta a principis del Cenozoic (fa uns 60 milions d'anys, poc després de l'extinció dels dinosaures no aviaris).
Inclou els formiguers gegants, peresosos i armadillos. Antigament, aquestes famílies foren classificades juntament amb els pangolins i porcs formiguers dins de l'ordre dels Edentata o desdentats, ja que no presenten incisius i també manquen de molars o aquests estan pobrament desenvolupats. Posteriorment, es descobrí que l'ordre Edentata era polifilètic, és a dir, que contenia famílies inconnexes, per la qual cosa la classificació resultava errònia. Actualment, els pangolins i armadillos africans pertanyen a ordres individuals i la nova classe Xenarthra significa ‘articulacions estranyes’ i el nom fou triat perquè les articulacions vertebrals a nivell lumbar en aquest grup són diferents de les de qualsevol altre mamífer.

## Cladograma
Aquesta és la filogènesi d'acord amb les dades genètiques:
| Xenarthra | \| \| Pilosa \| \| \| \| \| \| Cingulata \| \| \| \| |
|           | \| \| Pilosa \| \| \| \| \| \| Cingulata \| \| \| \| |
|           | Afrotheria                                           |
|           |                                                      |
|           | Pilosa                                               |
|           |                                                      |
|           | Cingulata                                            |
|           |                                                      |

|  | Pilosa    |
|  |           |
|  | Cingulata |
|  |           |

Així mateix, hi ha gèneres extints de posició taxonòmica incerta, com ara Argyromanis i Orthoarthrus.